# Cofradía de Nuestra Señora de la Soledad (Palencia)
La Cofradía de Nuestra Señora de la Soledad de Palencia es una sencilla y antigua cofradía penitencial, fundada en 1657.

## Historia
Esta hermandad es la última de las que se podrían llamar "antiguas cofradías" de Palencia, puesto que la cofradía de la Vera Cruz data del siglo XIII, la del Santo Sepulcro de 1407 y la de Jesús Nazareno de 1604. La de la Soledad fue fundada en 1657; no se volvería a fundar otra cofradía procesional en Palencia hasta el siglo XX.
Sus estatutos fundacionales afirman que fue fundada "A deboçion de los oficiales de la plvma" y en sus orígenes estaba exclusivamente formada por escribanos, de ahí su prestigio. La única talla que poseen es la de "Nuestra Señora de la Soledad". 
A pesar de que contaban con una cantidad reducida de hermanos, la posición de estos era tan acomodada que se pudieron permitir el lujo de comprarle al convento de San Francisco una capilla. La capilla era de tamaño reducido, así que fue ampliada a mediados del siglo XVII. Fue restaurada en el año 2008. Con el paso de los años, la cofradía fue admitiendo a hermanos de toda condición, sumando a día de hoy un total de algo menos de 500.
En el verano de 2006, la iglesia de la cofradía recibió el impacto de un rayo que dañó el tejado de su cúpula. Tres meses después se declaró un incendio en la misma iglesia. Desde entonces, el Cuerpo de Bomberos de Palencia es Hermano Mayor Honorario de la cofradía debido a la eficiente labor que desarrolló apagando esos dos incendios.

## Hábito
Es uno de los más originales de la Semana Santa palentina, ya que aunque no llevan capa, su túnica termina en una cola imitando a su paso. El hábito está confeccionado en terciopelo negro y lleva bordado al lado izquierdo del pecho el escudo de la cofradía. Las mangas y la cola poseen detalles dorados. El cíngulo y los guantes son blancos y colgado del cuello llevan su medalla en cinta morada.
Su atributo es una vara de metal con su escudo rematando la parte alta.

## Imagen devocional
- Nuestra Señora de la Soledad: es imagen de candelero, para vestir. Cada Semana Santa se la viste con un traje de cola confeccionado en terciopelo negro y bordado en oro con brillantes. La talla muestra el rostro de la Virgen madura y desolada con lágrimas. Su triste expresión de dolor contenido se ve acentuada por la posición de las manos, enlazadas y apoyadas en el vientre. La cabeza está rodeada por una finísima superposición de velos que desemboca en una larga cola de terciopelo negro bordado en oro. El traje propiamente dicho asoma por la parte frontal de la talla mientras que la cola se adentra en esta parte dejando ver una estrecha porción de vestido. El traje completo tiene grandes florituras y los escudos de la Diputación de Palencia y de la familia que lo donó. Dispone de palio y se lleva en carroza. Esto puede ser debido a la escasez de hermanos de la cofradía para portarla o a que se pretende respetar aún más ese carácter fúnebre y de luto que muestra la imagen. Este palio está sostenido por diez barras metálicas rematadas con pináculos en los vértices. La carroza es de plata y está adornada con motivos góticos. Para la iluminación dispone de unas lámparas sostenidas por ángeles también de plata. Es una de las imágenes más veneradas y apreciadas de Palencia. Desfila en la procesión del Santo Entierro organizada por la cofradía del Santo Sepulcro el Viernes Santo, y también en la procesión a la que da nombre, organizada por esta cofradía el Sábado Santo.

## Procesión
- Procesión de la Soledad de la Virgen: Sábado Santo